# Karl Schnabl
Karl Schnabl (n. 8 martie 1954, Villach, Carintia, Austria) este un săritor cu schiurile ce a reprezentat Austria, medaliat olimpic. A participat la o ediție a Jocurilor Olimpice (1976) în care a câștigat o medalie de aur și o medalie de bronz.